# Jančići
Jančići (cyr. Јанчићи) – wieś w Serbii, w okręgu morawickim, w mieście Čačak. W 2011 roku liczyła 143 mieszkańców.